# Campeonato Paraibano de Futebol de 2015 - Primeira Divisão
O Campeonato Paraibano Chevrolet de 2015, por motivo de patrocínio, ou simplesmente Campeonato Paraibano de Futebol de 2015, foi a 105ª edição do Campeonato estadual de futebol da Paraíba, foi realizado em duas divisões, sendo organizado e dirigido pela Federação Paraibana de Futebol. O campeão disputou a Copa do Brasil de 2016, O Campeão e o vice disputou o Nordestão 2016 e o melhor colocado sem divisão jogou a Série D de 2015.

## Regulamento
Todos os times jogaram entre si em jogos de ida e volta, classificando-se os 4 melhores colocados desta fase para um quadrangular final, no qual novamente todos os times jogaram entre si para definir o campeão.

## Participantes
| Equipe                | Cidade         | Em 2014              | Estádio           | Capacidade | Títulos (mais recente) |
| --------------------- | -------------- | -------------------- | ----------------- | ---------- | ---------------------- |
| Atlético Cajazeirense | Cajazeiras     | 6º (1ª Divisão 2014) | Perpetão          | 12.000     | 1 (2002)               |
| Auto Esporte          | João Pessoa    | 3º (1ª Divisão 2014) | Graça             | 6.400      | 6 (1992)               |
| Botafogo              | João Pessoa    | 1º (1ª Divisão 2014) | Almeidão          | 25.770     | 27 (2014)              |
| Campinense            | Campina Grande | 2º (1ª Divisão 2014) | Amigão            | 25.770     | 18 (2012)              |
| CSP                   | João Pessoa    | 4º (1ª Divisão 2014) | Graça             | 6.400      | 0 (Não Possui)         |
| Lucena                | Campina Grande | 1º (2ª Divisão 2014) | Amigão            | 25.770     | 0 (Não Possui)         |
| Miramar               | Cabedelo       | 2º (2ª Divisão 2014) | Graça             | 6.400      | 0 (Não Possui)         |
| Santa Cruz-PB         | Santa Rita     | 7º (1ª Divisão 2014) | Teixeirão         | 5.000      | 2 (1996)               |
| Sousa                 | Sousa          | 5º (1ª Divisão 2014) | Marizão           | 15.000     | 2 (2009)               |
| Treze                 | Campina Grande | 8º (1ª Divisão 2014) | Presidente Vargas | 10.000     | 15 (2011)              |

## Primeira fase
| 1  | Botafogo-PB           | 41 | 18 | 13 | 2 | 3  | 37 | 18 | 19  | 75.9 |
| 2  | Campinense            | 40 | 18 | 12 | 4 | 2  | 38 | 15 | 23  | 74.1 |
| 3  | Treze                 | 33 | 18 | 9  | 6 | 3  | 27 | 16 | 11  | 61.1 |
| 4  | Auto Esporte-PB       | 29 | 18 | 8  | 5 | 5  | 23 | 17 | 6   | 53.7 |
| 5  | CSP                   | 25 | 18 | 7  | 4 | 7  | 21 | 21 | 0   | 46.3 |
| 6  | Sousa                 | 25 | 18 | 7  | 4 | 7  | 22 | 26 | -4  | 46.3 |
| 7  | Atlético Cajazeirense | 19 | 18 | 4  | 7 | 7  | 28 | 33 | -5  | 35.2 |
| 8  | Santa Cruz            | 16 | 18 | 3  | 7 | 8  | 20 | 31 | -11 | 29.6 |
| 9  | Lucena                | 14 | 18 | 3  | 5 | 10 | 21 | 32 | -11 | 25.9 |
| 10 | Miramar               | 5  | 18 | 1  | 2 | 15 | 12 | 40 | -28 | 9.3  |

| Resultados      | Resultados | Resultados | Resultados | Resultados | Resultados | Resultados | Resultados | Resultados | Resultados | Resultados |
|                 | ATL        | AUT        | BOT        | CAM        | CSP        | LUC        | MIR        | SAN        | SOU        | TRZ        |
| --------------- | ---------- | ---------- | ---------- | ---------- | ---------- | ---------- | ---------- | ---------- | ---------- | ---------- |
| Atlético        | —          | 0x0        | 1x1        | 0x4        | 2x2        | 2x2        | 3x1        | 7x2        | 1x0        | 1x2        |
| Auto Esporte-PB | 2x2        | —          | 1x1        | 2x0        | 1x1        | 2x0        | 2x1        | 2x1        | 4x0        | 1x0        |
| Botafogo PB     | 4x1        | 4x2        | —          | 0x2        | 1x0        | 6x1        | 2x0        | 2x0        | 2x1        | 0x1        |
| Campinense      | 5x1        | 0x0        | 2x0        | —          | 2x1        | 2x1        | 3x2        | 3x1        | 1x2        | 2x2        |
| CSP             | 2x1        | 1x0        | 1x2        | 0x1        | —          | 0x0        | 2x1        | 2x0        | 1x0        | 1x2        |
| Lucena          | 3x2        | 0x1        | 0x1        | 0x3        | 4x0        | —          | 0x1        | 2x2        | 1x1        | 2x3        |
| Miramar         | 0x2        | 1x2        | 1x3        | 0x4        | 0x3        | 0x2        | —          | 1x3        | 0x2        | 1x2        |
| Santa Cruz PB   | 1x0        | 2x1        | 1x2        | 1x1        | 0x1        | 1x1        | 1x1        | —          | 3x3        | 0x0        |
| Sousa           | 1x1        | 1x0        | 2x4        | 1x2        | 3x2        | 2x1        | 1x1        | 1x0        | —          | 1x0        |
| Treze           | 1x1        | 2x0        | 1x2        | 1x1        | 1x1        | 3x1        | 3x0        | 1x1        | 2x0        | —          |

| \| \| \| \| \| Classificado para o Quadrangular Final \| \| \| Eliminado na Primeira Fase \| \| \| Rebaixados para Segunda Divisão de 2016 \| | Para ler a tabela, a linha horizontal representa os jogos da equipe como mandante. A coluna vertical indica os jogos da equipe como visitante. As células com fundo dourado correspondem aos clássicos estaduais. |
| | |
| | Classificado para o Quadrangular Final |
| | Eliminado na Primeira Fase |
| | Rebaixados para Segunda Divisão de 2016 |

### Desempenho por rodada
Clubes que lideraram ao final de cada rodada:
| 1   | 2   | 3   | 4   | 5   | 6   | 7   | 8   | 9   | 10  | 11  | 12  | 13  | 14  | 15  | 16  | 17  | 18  | 19  | 20  | 21  | 22  | 23  | 24  | 25  | 26  | 27  | 28  | 29  |
| CSP | SOU | CSP | SAN | AUT | CSP | CSP | CSP | TRZ | TRZ | TRZ | TRZ | TRZ | TRZ | TRZ | TRZ | BOT | BOT | BOT | BOT | BOT | BOT | BOT | BOT | BOT | BOT | BOT | BOT | BOT |

Clubes que ficaram na última posição ao final de cada rodada:
| 1   | 2   | 3   | 4   | 5   | 6   | 7   | 8   | 9   | 10  | 11  | 12  | 13  | 14  | 15  | 16  | 17  | 18  | 19  | 20  | 21  | 22  | 23  | 24  | 25  | 26  | 27  | 28  | 29  |
| SAN | ATL | MIR | MIR | MIR | MIR | MIR | MIR | MIR | MIR | MIR | MIR | MIR | MIR | MIR | MIR | MIR | MIR | MIR | MIR | MIR | MIR | MIR | MIR | MIR | MIR | MIR | MIR | MIR |

## Quadrangular Final
| Classificação | Classificação   | Classificação | Classificação | Classificação | Classificação | Classificação | Classificação | Classificação | Classificação | Classificação | Classificação |
| Pos           | Equipes         | Pts           | J             | V             | E             | D             | GP            | GC            | SG            | %             |               |
| ------------- | --------------- | ------------- | ------------- | ------------- | ------------- | ------------- | ------------- | ------------- | ------------- | ------------- | ------------- |
| 1             | Campinense      | 13            | 6             | 4             | 1             | 1             | 11            | 4             | 7             | 72.2          |               |
| 2             | Botafogo-PB     | 9             | 6             | 2             | 3             | 1             | 9             | 8             | 1             | 50            |               |
| 3             | Treze           | 6             | 6             | 1             | 3             | 2             | 7             | 9             | -2            | 33.3          |               |
| 4             | Auto Esporte-PB | 3             | 6             | 0             | 3             | 3             | 6             | 12            | -6            | 16.7          |               |

| Resultados      | Resultados | Resultados | Resultados | Resultados |
|                 | AUT        | BOT        | CAM        | TRZ        |
| --------------- | ---------- | ---------- | ---------- | ---------- |
| Auto Esporte-PB | —          | 2x2        | 0x2        | 2x2        |
| Botafogo PB     | 3x1        | —          | 2x1        | 1x1        |
| Campinense      | 2x0        | 1x1        | —          | 2x0        |
| Treze           | 1x1        | 2x0        | 1x3        | —          |

| \| \| \| \| \| Campeão Estadual \| \| \| Vice-Campeão Estadual \| \| \| Eliminados \| | Para ler a tabela, a linha horizontal representa os jogos da equipe como mandante. A coluna vertical indica os jogos da equipe como visitante. As células com fundo dourado correspondem aos clássicos estaduais. |
|                                                                                       | |
|                                                                                       | Campeão Estadual |
|                                                                                       | Vice-Campeão Estadual |
|                                                                                       | Eliminados |

### Desempenho por rodada
Clubes que lideraram o campeonato ao final de cada rodada:
| Rodadas    | Rodadas | Rodadas | Rodadas | Rodadas | Rodadas |
| ---------- | ------- | ------- | ------- | ------- | ------- |
| 1          | 2       | 3       | 4       | 5       | 6       |
| CAMPINENSE |         |         |         |         |         |

Clubes que ficaram na última posição do campeonato ao final de cada rodada:
| Rodadas | Rodadas | Rodadas | Rodadas | Rodadas | Rodadas |
| ------- | ------- | ------- | ------- | ------- | ------- |
| 1       | 2       | 3       | 4       | 5       | 6       |
| TREZE   | TREZE   | TREZE   | TREZE   | AUTO    | AUTO    |

## Premiação
| Campeonato Paraibano de 2015    |
| ------------------------------- |
|                                 |
| Campinense Campeão (19º título) |

## Classificação final
Encerrado em 14 de junho de 2015
- a. ^  O Auto Esporte-PB foi penalizado com perda de 3 pontos pela escalação irregular do atleta Júnior Mandacaru, em partida contra o Sousa, válida pela 1ª Rodada. Contudo, recuperou os pontos em julgamento do TJD/PB realizado em 07/05/2015.

## Artilharia
Encerrada às 22:30 (UTC-3) em 13 de junho de 2015.
| Gols | Jogador                                                          | Time                  |
| ---- | ---------------------------------------------------------------- | --------------------- |
| 15   | Rafael Oliveira                                                  | Botafogo-PB           |
| 11   | Felipe Alves                                                     | Campinense            |
| 10   | Luiz Fernando                                                    | Campinense            |
| 8    | Ribinha                                                          | Lucena                |
| 7    | Raphael Freitas                                                  | Auto Esporte-PB       |
| 7    | Cleiton Cearense                                                 | Atlético Cajazeirense |
| 7    | Hélio Paraíba                                                    | CSP                   |
| 7    | Zotti                                                            | Treze                 |
| 6    | Jó Boy                                                           | Auto Esporte-PB       |
| 5    | França                                                           | Atlético Cajazeirense |
| 5    | Doda                                                             | Botafogo-PB           |
| 5    | Nando Reginaldo Jr.                                              | Campinense            |
| 4    | Rodrigo Celeste Marcelo Maciel Nonato                            | Treze                 |
| 4    | Evandro                                                          | Miramar               |
| 4    | William                                                          | Campinense            |
| 4    | Erivan                                                           | Lucena                |
| 4    | Marcelo Paraíba                                                  | Santa Cruz            |
| 3    | Robertinho Henrique                                              | CSP                   |
| 3    | Caio                                                             | Miramar               |
| 3    | Eduardo Recife                                                   | Santa Cruz            |
| 3    | Brazinha Rodrigo Poty                                            | Sousa                 |
| 3    | Juninho                                                          | Atlético Cajazeirense |
| 3    | André Cassaco Nata João Paulo                                    | Botafogo-PB           |
| 3    | Renatinho                                                        | Campinense            |
| 3    | Téssio                                                           | Treze                 |
| 2    | Marquelino                                                       | Atlético Cajazeirense |
| 2    | Joécio Alvinho                                                   | Campinense            |
| 2    | Du Thalisson                                                     | Lucena                |
| 2    | Halisson Caxiado Willians Recife                                 | Santa Cruz            |
| 2    | Gilberto Matuto Régis Matheus                                    | Sousa                 |
| 2    | Araújo Fabrício Ceará Preto Alisson Santana                      | Treze                 |
| 2    | Rogério                                                          | CSP                   |
| 2    | Felipe Ramon Leandro Marlon Gil Paraíba Léo Oliveira Gil Bala    | Auto Esporte-PB       |
| 2    | Roberto Dias Bismarck Carlinhos Rech Juninho Luiz Carlos Gustavo | Botafogo-PB           |

| Gols | Jogador                                                                                             | Time                  |
| ---- | --------------------------------------------------------------------------------------------------- | --------------------- |
| 1    | Geninho Almir Sergipano Renatinho Fernando Pilar Cleitinho Paulinho Allan Peixinho Dorin Lelê       | Atlético Cajazeirense |
| 1    | Eli Léo Olinda Léo Lima Henrique Gilmar                                                             | Auto Esporte-PB       |
| 1    | Túlio Souza Aírton Potita Zaquel Walter                                                             | Botafogo-PB           |
| 1    | Paulinho Michel Jairo Santos Jairo Túlio Renan Thiago Araújo Neto                                   | Campinense            |
| 1    | Jan Neto Costa Carioca Enercino Adonias Carlos Caaporã                                              | CSP                   |
| 1    | Deda Marcondes Alemão Jô Elton                                                                      | Lucena                |
| 1    | Djavan Kaleb Jackson Tiago Everton                                                                  | Miramar               |
| 1    | Bruno Michel Nílson Paraíba Jhonnatas Danilo Itaporanga Ivan                                        | Santa Cruz            |
| 1    | Algodão Willian Carioca Alisson Costa Júlio Brasília Andrey Giannotti Dico Clayton Da Silva Josivan | Sousa                 |
| 1    | Conrado Panda Júnior Gaúcho André Beleza                                                            | Treze                 |

| Gols-contra | Gols-contra     | Gols-contra  | Gols-contra           |
| Gols        | Jogador         | Time         | A favor de            |
| ----------- | --------------- | ------------ | --------------------- |
| 1           | Nino Cabedelo   | Miramar      | Santa Cruz PB         |
| 1           | Raphael Freitas | Auto Esporte | Santa Cruz PB         |
| 1           | Marcondes       | Lucena       | Santa Cruz PB         |
| 1           | Neto Costa      | CSP          | Atlético Cajazeirense |
| 1           | Camilo          | Sousa        | Auto Esporte          |

## Seleção do Campeonato
Prêmios
- Craque: Luiz Fernando (Campinense)
- Artilheiro: Rafael Oliveira (Botafogo-PB)
- Revelação: Felipe Ramon (Auto Esporte PB)
- Técnico: Francisco Diá (Campinense)
- Artilheiro do Interior: Felipe Alves (Campinense)

Time
| Posição          | Jogador          | Clube           |
| Goleiro          | Glédson          | Campinense      |
| Zagueiro         | Thiago Sala      | Treze           |
| Zagueiro         | Joécio           | Campinense      |
| Lateral-Direito  | Gustavo          | Botafogo-PB     |
| Lateral-Esquerdo | Jefferson Recife | Campinense      |
| Volante          | Guto             | Botafogo-PB     |
| Volante          | Neto             | Campinense      |
| Meio-campo       | Luiz Fernando    | Campinense      |
| Meio-campo       | Gil Bala         | Auto Esporte PB |
| Atacante         | Felipe Alves     | Campinense      |
| Atacante         | Rafael Oliveira  | Botafogo-PB     |
| ---------------- | ---------------- | --------------- |

Fonte: